# Mahmoud Ghazan Khan
Pour les articles homonymes, voir Mahmoud.
Ghazan, Ghazan Khan, Mahmoud Ghazan (en persan : محمود غازان ; en turc : qazan, « chaudron » ; en latin : Casanus), né en 1271, mort en 1304, est le septième ilkhan de Perse de 1295 à sa mort, et un arrière-petit-fils d'Houlagou Khan, le fondateur de la dynastie mongole des Houlagides ou Ilkhanides. Ghazan est donc né et a grandi en tant que chrétien, il a étudié bouddhisme et il s'est reconverti à l'islam après son ascension au trône

## Biographie

### Origines familiales et jeunesse
Né sous le règne de son grand-père Abaqa, Ghazan est le fils aîné d'Arghoun, alors gouverneur du Khorassan, qui était alors la province nord-est de la Perse. Sa mère est Qutlugh, fille de Kihtar Bitigchi, aristocrate Dörben. Il est baptisé et élevé dans la religion chrétienne, mais un de ses précepteurs est un moine bouddhiste, qui lui apprend les écritures mongole et ouïgour.

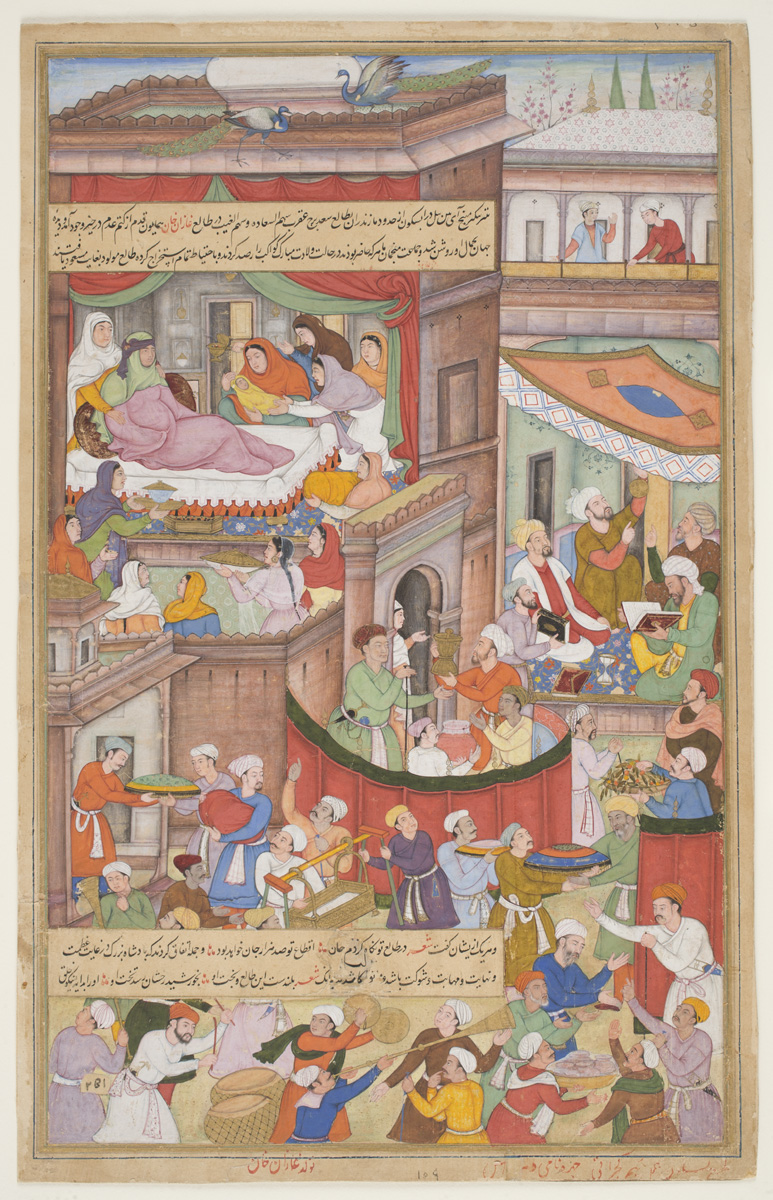
Naissance de Ghazan Khan (règne 1295-1304), d'après un manuscrit du Jami'al-Tawarikh de Rashid al-Din (1247-1318), vers 1596

### Gouverneur du Khorassan (1282-1295)
En 1282, à l'avènement de son père Arghoun, Ghazan devient à son tour gouverneur du Khorassan.
Il le reste quand son oncle Ghaykhatou s'empare du pouvoir en 1291, et c'est en retournant dans le Khorassan qu'il reçoit Kökechin, la princesse mongole que Marco Polo avait accompagnée lors de son retour de Chine, dans la ville iranienne d'Abhar où le mariage est célébré.

### L'avènement de Ghazan (1295)

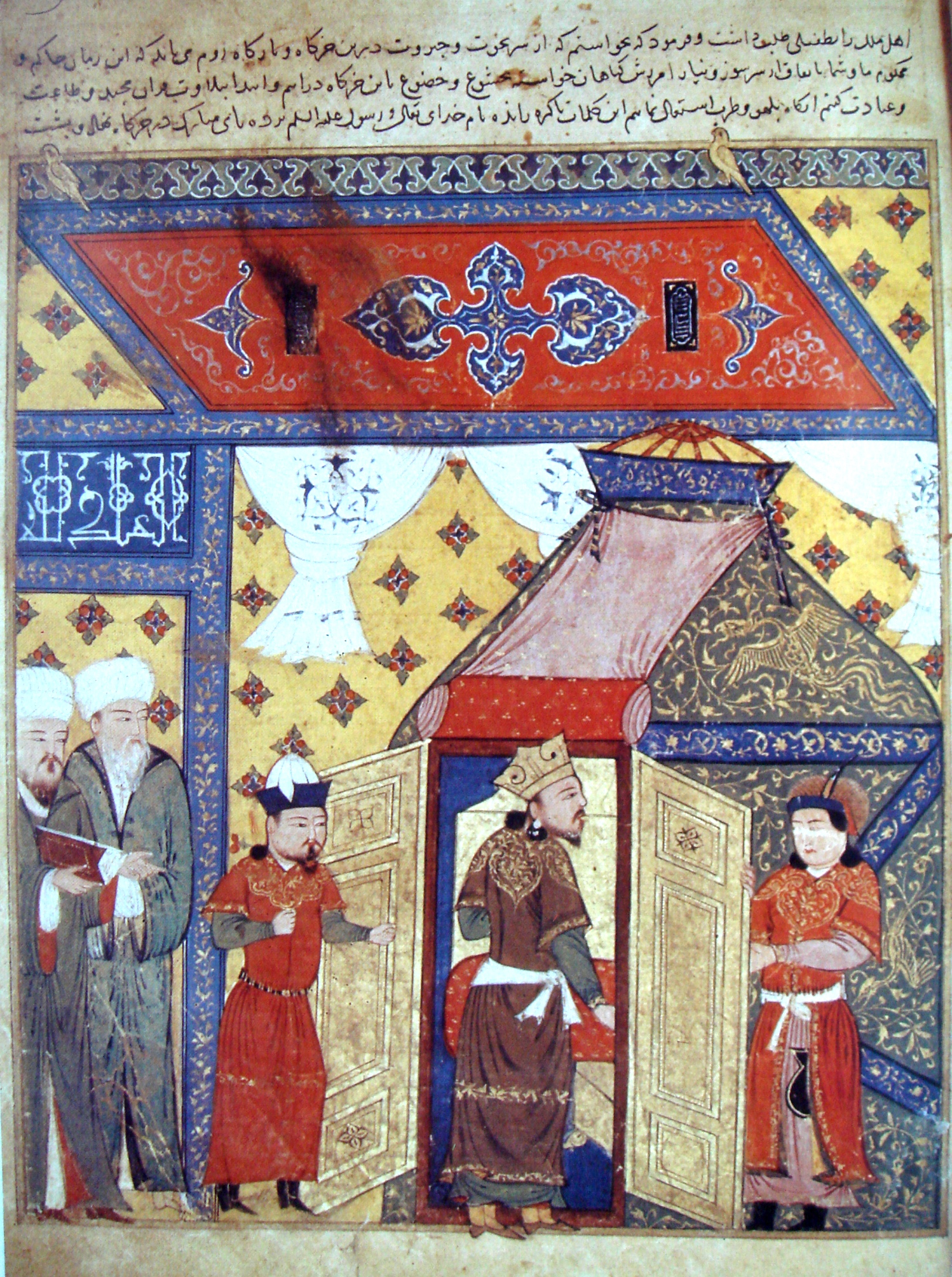
La conversion de Ghazan à l'islam. Jami al-tawarikh de Rashid al-Din.

Ghaykhatou ayant mécontenté les aristocrates par diverses mesures, est assassiné à Maghadan en 1295. Son cousin Baïdou, cédant à la persuasion, lui succède. Ghazan, sympathisant avec l’islam et aspirant au trône, se rebelle contre lui. Il réussit à gagner par des promesses les seigneurs féodaux soutenant Baïdou. Il prend Tabriz sans coups férir. Baïdou trouve la mort alors qu’il tente de se réfugier en Géorgie.
Ghazan assoit son pouvoir deux ans plus tard en faisant chasser puis exécuter l’émir Nowruz, après l'avoir laissé pacifier le Khorasan et vigoureusement réislamiser l'État (dont pogroms contre des Juifs à Tabriz).

### Le gouvernement de l'émir Nowruz (1295-1297)
Nowruz rend l’islam obligatoire, interdit toutes les autres religions. Les églises chrétiennes, les synagogues et les pagodes bouddhistes sont détruites et incendiées, les prêtres tués. Toute la population est obligée de porter le turban.
Ghazan, après avoir consolidé son pouvoir, fait arrêter et mettre à mort par ses fidèles les valets d’armes de l’émir Nowruz (mars 1297). Nowruz doit s’enfuir. Le gouverneur de Herat, Fakhr ed-Din, le livre à Ghazan qui le fait exécuter.

### Le gouvernement de Ghazan

Offensives contre les Mamelouks en 1300.

Ghazan rétablit l’autorité du pouvoir central par des mesures sévères, voire cruelles, contre les commandants militaires et les seigneurs féodaux soupçonnés de complot.
En 1298, il nomme vizir Rashid al-Din, médecin et historien de confession juive converti à l'islam, qui l'aidera à l’œuvre « de restauration de l'autorité, de réorganisation de l'administration, du commerce, de l'agriculture et de la moralité publique ».
Il s’efforce de redresser l’économie. Il fait frapper une nouvelle monnaie sur laquelle son nom est gravé en trois langues (arabe, mongol, tibétain), car il reste formellement inféodé à l'empereur mongol de Chine. Il tente d'assurer la sécurité de la population rurale en faisant réprimer les pillages, rançonnement et massacre de la population. Les criminels sont frappés de lourdes peines, indépendamment de leur origine et de leur fonction. Des lois encouragent le défrichement : attribution de tributs spéciaux, propriété donnée au défricheur, expropriation des propriétaires de terres non exploitées. Les Mongols adoptent une vie sédentaire et se convertissent à l’islam. Ils commencent à s'assimiler à la population autochtone.
Ghazan fait construire à Tabriz des bâtiments imposants : mosquées, medersas, édifices publics.
En 1299-1300, reprenant la tentative de Hulagu en 1260, il mène une campagne en Syrie contre les Mamelouks, en s'alliant notamment avec les chrétiens de Chypre. Cherchant également le soutien du Saint-Siège et des souverains occidentaux, il envoie à Rome une ambassade dirigée par le florentin Guiscardo de' Bastari mais devra évacuer le Levant en 1303 après la bataille de Marj as-Suffar au cours de laquelle ses troupes furent battues par les Mamelouks.
À sa mort, son frère cadet Oldjaïtou continue sa politique, renforçant son pouvoir au détriment des féodaux.